# Mimbar

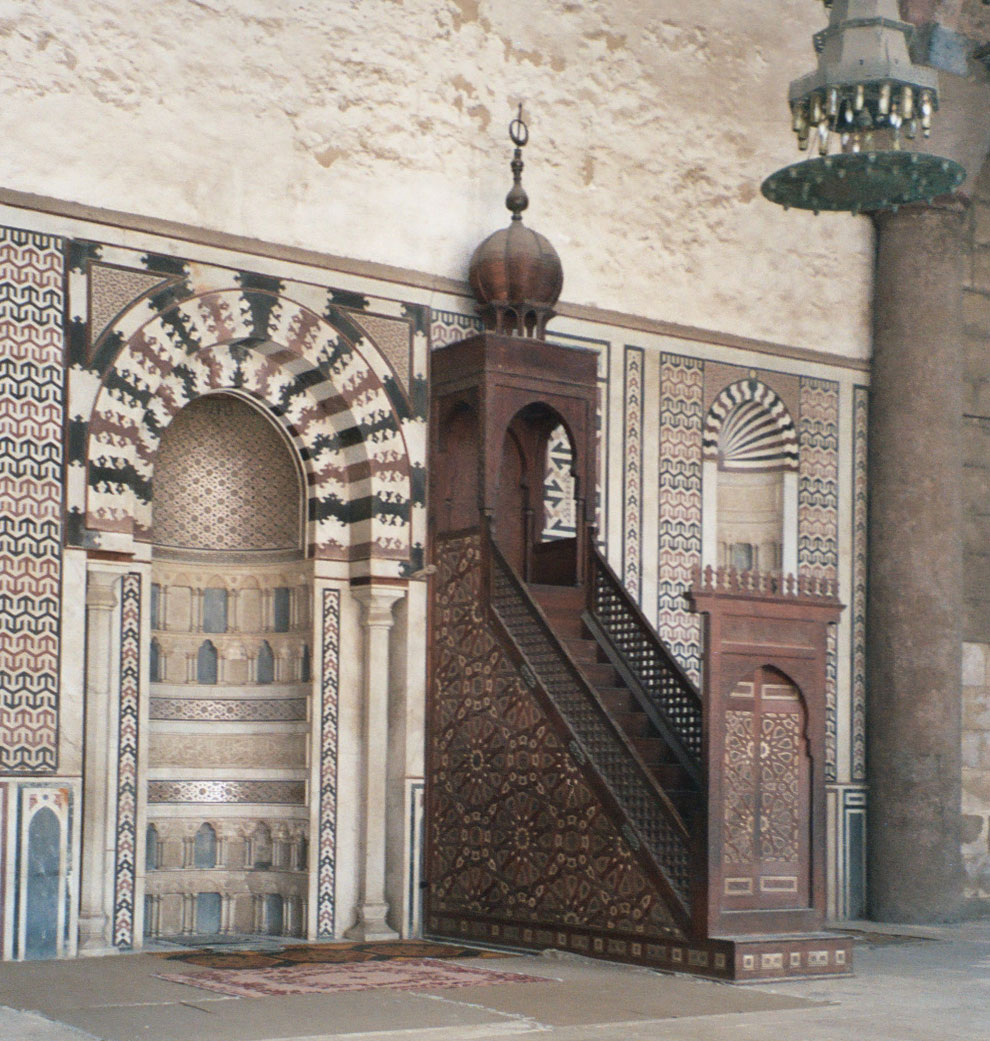
Mimbar e mirabe na mesquita an-Nasir Muhammad no Cairo.

Mimbar é um termo que designa um púlpito presente numa mesquita, a partir do qual o imã profere o sermão (khutba) da sexta-feira. Situa-se à direita do mirabe, podendo ser feito em madeira, mármore ou alvenaria. É composto por uma escadaria que leva a um estrado descoberto ou encimado por um baldaquino com tecto cónico ou com uma pequena cúpula.
O número de degraus do mimbar pode variar. Em alguns casos encontram-se cinco, um simbolizando Maomé e os outros quatro os quatro primeiros califas. Geralmente o imã, com a cabeça e os ombros cobertos com um tecido branco, fica nos últimos degraus, já que se considera que só o profeta Maomé teria a dignidade de poder se posicionar na parte mais alta. O mimbar pode ser tapado com um tecido (qatifa). Nas mesquitas de grandes dimensões pode existir mais do que um mimbar, enquanto que nas mais pequenas pode nem sequer existir um. 
O mimbar surgiu pela primeira vez no tempo de Maomé. Em 629, o profeta teria recorrido pela primeira vez a um estrado com três degraus de madeira para realizar a sua pregação à comunidade muçulmana. Este mimbar teria sido feito por um carpinteiro grego ou abissínio que utilizou madeira de tamarisco. Após a sua morte os califas recorreram a estruturas semelhantes, até que por volta de 750 o califa omíada Muawiya ordenou que todas as mesquitas do Egito tivessem um mimbar. A partir de então este elemento difundiu-se pelo mundo islâmico, servindo para se divulgarem notícias ou para o soberano fazer discursos políticos. Era partir dele que se lançavam maldições sobre os inimigos do soberano. 
O mimbar mais antigo em madeira ainda existente é o da Grande Mesquita de Cairuão, com dezassete degraus e decoração do tempo do Califado Omíada. O primeiro mimbar da mesquita de Damasco (uma igreja convertida em mesquita) era feito de madeira; após ter sido consumido num incêndio, optou-se por substitui-lo por um mimbar em mármore. Nas mesquitas otomanas, o mimbar apresenta a forma de uma plataforma sem cúpula, sendo alguns dos mais importantes feitos em mármore. Na Índia, recorreu-se sobretudo à pedra.